# 石垣 (晋朝)
石垣（?—?），字洪孙，东晋十六国北海郡剧县（今山东省昌乐县西）人。
石垣居无定所，不娶妻妾，不营产业，吃饭不求美味，衣服必定粗敝。他人馈送之物，受而送人。人有丧葬，就杖策去祭吊。传说他能分身，又能暗中取物。姚苌率羌人起事后，不知所终。